# Kristiansund Stadion
Il Kristiansund Stadion è un impianto sportivo di Kristiansund. Ospita le partite casalinghe del Kristiansund, compagine militante in Eliteserien, massima divisione del campionato norvegese.

## Storia
Ispirato al Deva Stadium di Chester, è stato noto con il nome Gressbanen fino al 2014. Nell'estate 2013 è stato cambiato il manto erboso dell'impianto, passando dall'erba naturale a quella artificiale. SpareBank 1 Nordvest ha acquistato il diritto di sponsorizzare lo stadio. Lo stadio è stato inaugurato nel 1950.